# Bahnhof Roma Tiburtina
Der Bahnhof Roma Tiburtina ist ein Durchgangsbahnhof und nach dem Hauptbahnhof Roma Termini der zweitgrößte Bahnhof Roms. Er liegt im nordöstlichen Bereich der italienischen Hauptstadt und wird von der Rete Ferroviaria Italiana (RFI), einer Organisationseinheit der Ferrovie dello Stato, betrieben. Von 2001 bis 2018 lag die Vermarktung und Vermietung der Ladenflächen in Hand der Gesellschaft Centostazioni.

## Geschichte
Der erste Bahnhof in Tiburtina wurde 1866 im Zuge der Eröffnung des ersten Teilstücks der Strecke nach Florenz eröffnet und trug zunächst die Bezeichnung Portonaccio; bis in die 1920er Jahre lag der Bahnhof außerhalb des bebauten Stadtgebiets. Im Hinblick auf die geplante Weltausstellung 1942 wurde mit der Neugestaltung zahlreicher Bahnhöfe in Rom begonnen, so auch Roma Tiburtina. Ein neues Aufnahmegebäude wurde von Angiolo Mazzoni entworfen und ab 1937 errichtet.
Während des Zweiten Weltkrieges besetzten Truppen der Wehrmacht am 12. Juli Rom  („Fall Achse“). Am 19. Juli 1943 wurde das Gebäude bei einem Luftangriff von US-Bombern weitgehend zerstört. Am 18. Oktober 1943 wurden über tausend kurz zuvor verhaftete jüdische Menschen am Bahnhof Tiburtina in 18 Viehwaggons gepfercht, von dort aus via Brenner in das Vernichtungslager KZ Auschwitz-Birkenau transportiert. Nur 15 Männer und eine Frau überlebten.
In den 1950er Jahren wurde der Bahnhof in vereinfachter Form wiedererrichtet. Vom damaligen Bauwerk sind heute noch einige für die Bahnhofsarchitektur Mazzonis typische Wassertürme erhalten.
1990 wurde mit dem Bau eines neuen Bahnhofsgebäudes begonnen, das die gesamten Gleisanlagen quer überbrücken sollte. Es wurde zunächst jedoch nur die tragende Plattform für dieses Bauwerk errichtet und das alte Bahnhofsgebäude beibehalten. Aus einem Wettbewerb ging der Entwurf des Architekturbüros ABDR Architetti Associati unter der Führung des Architekten Paolo Desideri als Sieger hervor, der ab 2007 zur Ausführung kam.
Am 24. Juli 2011 fiel ein Flügel des alten Bahnhofs einem Brand zum Opfer; er wurde wegen Einsturzgefahr gesperrt. Die Feuerwehrleute kämpften rund 15 Stunden gegen den Brand. Wegen des Feuers wurden auch Bahnanlagen gesperrt, was zu einem Chaos im italienischen Schienenverkehr führte, da das Stellwerk des Bahnhofs durch den Brand zerstört wurde. Der Neubau war vom Feuer nicht betroffen.
Das neue Gebäude wurde am 28. November 2011 im Beisein des italienischen Staatspräsidenten Giorgio Napolitano feierlich eröffnet und nach Camillo Benso von Cavour benannt. Da der Bahnhof Tiburtina als Durchgangsstation angelegt ist, fahren die Hochgeschwindigkeitszüge im Nord-Süd-Verkehr, die nicht in Rom enden, den Kopfbahnhof Roma Termini nicht mehr an und müssen dort nicht kopfmachen. Sie halten stattdessen nun im Durchgangsbahnhof Roma Tiburtina, der eine neue Zulaufstrecke zur Schnellfahrstrecke nach Neapel erhielt.
Das neue Bahnhofsgebäude ist als 300 m lange Brücke angelegt, die in 9 m Höhe über alle 22 Gleise führt. Von diesen verfügen 20 über eine Bahnsteigkante und sind direkt von der Brücke aus über Rolltreppen und Aufzüge erreichbar. Zwei Gleise dienen der Durchfahrt ohne Halt. Die Brücke verbindet direkt die Stadtviertel Nomentano und Pietralata, die bisher durch die Bahn voneinander getrennt waren. Im Inneren befinden sich Fahrkartenschalter, Warteräume, Ladengeschäfte und sonstige Einrichtungen für die Reisenden, die zum Teil in auf halber Hallenhöhe aufgehängten Kojen untergebracht sind. Die Außenfassade ist mit Glas transparent verkleidet. Auf dem als Stahltragwerk ausgeführten Dach befindet sich eine Photovoltaikanlage. Außerhalb des Gebäudes führt auf einer Seite der Brücke eine Fahrbahn vorbei, die für Taxis und Einsatzfahrzeuge reserviert ist.

## Bedeutung
Der Bahnhof ist eine wichtige Station sowohl im Regional- als auch im Fernverkehr und wird sich in Zukunft nach und nach zur wichtigsten Bahnstation im Großraum Rom entwickeln, zumal er sowohl im öffentlichen als auch im privaten Straßenverkehr teilweise besser zu erreichen ist als Termini. Die Verbindung zum Bahnhof Termini ist per U-Bahn und Regionalverkehr gewährleistet.
Alle Frecciarossa-Züge, die nicht in Rom enden, halten in Tiburtina. Auch das seit 2012 operierende Konsortium Nuovo Trasporto Viaggiatori bedient Tiburtina, pro Tag fahren rund 40 Züge der Strecken nach Salerno, Turin und Venezia S.L. den Bahnhof an.

## Verkehr und Anbindung
Der Bahnhof liegt am Straßenverkehrsring Tangenziale, der im Zuge des Bahnhofsneubaus untertunnelt und auf die stadtauswärtige Seite der Bahnanlage verlegt wurde, sowie am Ende der Autobahn A24. Gegenüber dem Bahnhof befindet sich Roms zentraler Busbahnhof.

### Fernverkehr

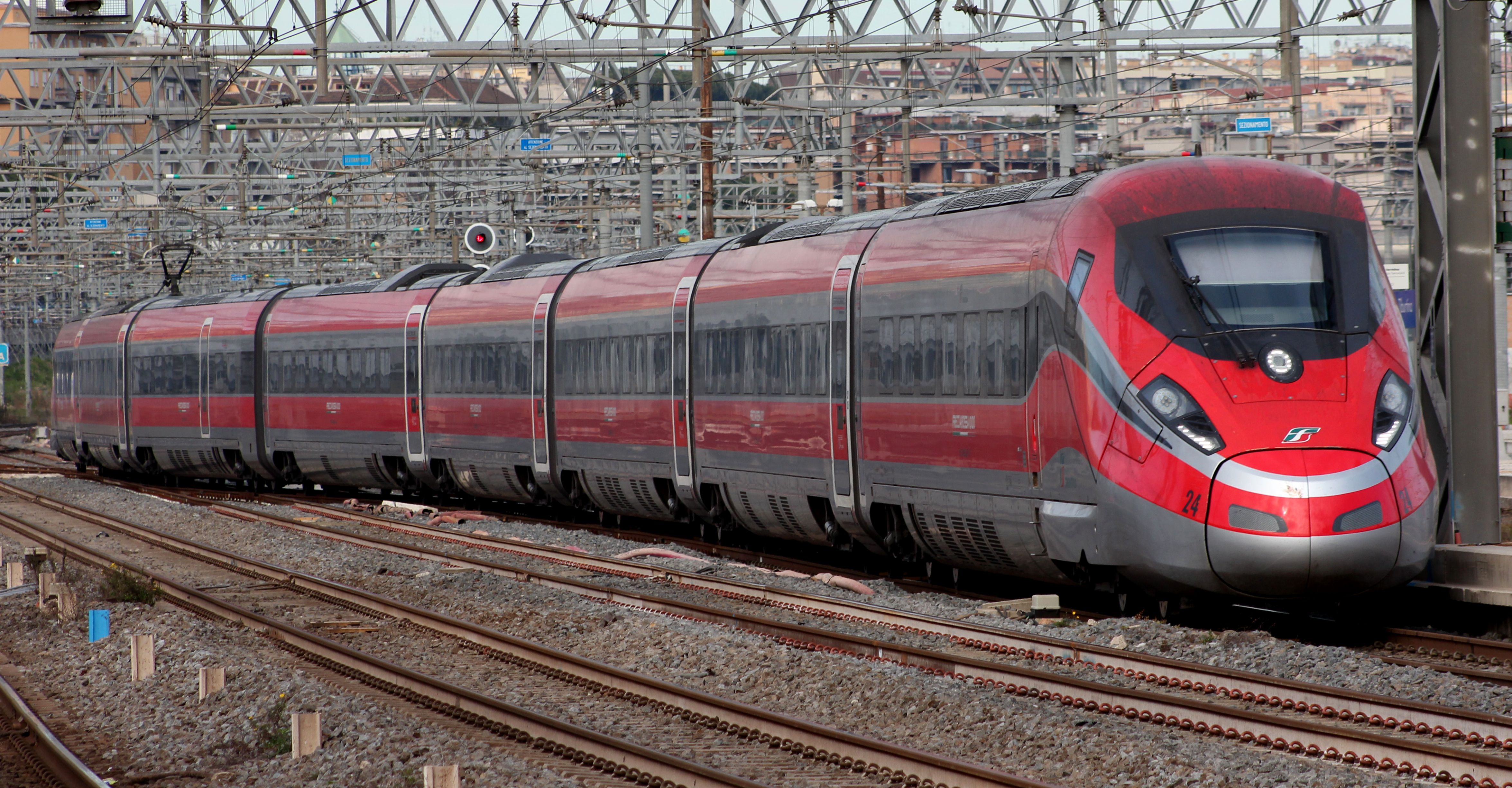
FS Frecciarossa 1000 (ETR 400) am Bahnhof Roma Tiburtina

Der Bahnhof wird tagsüber von Le-Frecce-Zügen bedient, zudem von InterCity- und Schnellzügen. In der Nacht hielt bis 11. Dezember 2011 ein InterCity-Notte-Zugspaar von Udine nach Napoli Centrale in Tiburtina. Die Italo-Hochgeschwindigkeitszüge der NTV fahren den Bahnhof pro Tag mit rund 40 Fahrten auf den Strecken nach Salerno, Turin und Venedig an.
Ebenso verfügt der Bahnhof über eine Verladeanlage für Autoreisezüge, die jedoch nicht bedient wird, seit Trenitalia alle inneritalienischen Autoreisezüge zum 11. Dezember 2011 eingestellt hat. 

### Regionalverkehr
Der Bahnhof ist ein Regionalverkehrsknoten, er wird von den Linien FL1 und FL2 des S-Bahn-ähnlichen Agglomerationsverkehrssystems der Trenitalia bedient.

### Lokalverkehr
Neben der Station der Linie B der Metropolitana di Roma wird Roma Tiburtina von zahlreichen städtischen und regionalen Buslinien angefahren.
| Linie | Verlauf |
| ----- | --- |
|       | Orte – Gallese Teverina – Civita Castellana-Magliano – Collevecchio-Poggio Sommavilla – Stimigliano – Gavignano Sabino – Poggio Mirteto – Fara Sabina-Montelibretti – Piana Bella di Montelibretti – Monterotondo-Mentana – Settebagni – Fidene – Nuovo Salario – Val d’Ala – Roma Nomentana – Roma Tiburtina – Roma Tuscolana – Roma Ostiense – Roma Trastevere – Villa Bonelli – Magliana – Muratella – Ponte Galeria – Fiera di Roma – Parco Leonardo – Fiumicino Aeroporto |
|       | Tivoli – Marcellina-Palombara – Guidonia-Montecelio – Bagni di Tivoli – Lunghezza – Ponte di Nona – Salone – La Rustica UIR – La Rustica Città – Tor Sapienza – Palmiro Togliatti – Serenissima – Roma Prenestina – Roma Tiburtina |